# Auneau
Auneau ist eine ehemalige französische Gemeinde mit 5.100 Einwohnern (Stand: 1. Januar 2022) im Département Eure-et-Loir in der Region Centre-Val de Loire. Sie gehörte zum Chartres. Die Bewohner werden Alnélois und Alnéloises genannt.
Mit Wirkung vom 1. Januar 2016 wurden die bisherigen Gemeinden Auneau und Bleury-Saint-Symphorien zu einer Commune nouvelle mit dem Namen Auneau-Bleury-Saint-Symphorien zusammengeschlossen und verfügen in der neuen Gemeinde über den Status einer Commune déléguée. Der Verwaltungssitz befindet sich im Ort Auneau.

## Geografie
Auneau liegt etwa 21 Kilometer östlich von Chartres, etwa 20 Kilometer südsüdwestlich von Rambouillet und etwa 29 Kilometer westnordwestlich von Étampes in der Région naturelle der Beauce an der Grenze zum Département Yvelines. Das Ortsgebiet liegt im Einzugsgebiet der Seine und wird vom Flüsschen Aunay entwässert, das es von Südost nach Nordwest durchströmt. Im äußersten Nordwesten mündet es in die Voise, die teilweise durch sumpfiges Gelände fließt und Auneau im Westen begrenzt. Das Zentrum liegt auf einer Höhe von etwa 145 m. Das Bodenrelief zeigt stetige leichte Zunahmen der Erhebungen nordöstlich und südwestlich des Aunay-Tals bis auf Höhen mit 155 m im Südwesten und Höhen mit 157 m im Nordwesten. Die tiefste Stelle von Auneau wird mit 120 m beim Zusammenfluss von Aunay und Voise im äußersten Nordwesten gemessen.
Teile des westlichen Gebiets von Auneau gehören zum 751 Hektar großen Natura 2000-Schutzgebiet „Vallée de l’Eure de Maintenon à Anet et vallons affluents“ (FR2400552) und von zwei ZNIEFF-Naturzonen.
Umgeben wird Auneau von den sieben Nachbargemeinden und der Commune déléguée:
| Levainville          | Bleury-Saint-Symphorien (Commune déléguée)  | Prunay-en-Yvelines (Yvelines) |
| Oinville-sous-Auneau | Kompassrose, die auf Nachbargemeinden zeigt | Orsonville (Yvelines)         |
| Béville-le-Comte     | Roinville                                   | Aunay-sous-Auneau             |

## Bevölkerungsentwicklung
| Auneau: Einwohnerzahlen von 1793 bis 2020                                                                                  | Auneau: Einwohnerzahlen von 1793 bis 2020 | Auneau: Einwohnerzahlen von 1793 bis 2020 | Auneau: Einwohnerzahlen von 1793 bis 2020 | Auneau: Einwohnerzahlen von 1793 bis 2020 |
| --- | ----------------------------------------- | ----------------------------------------- | ----------------------------------------- | ----------------------------------------- |
| Jahr |                                           |                                           |                                           | Einwohner                                 |
| 1793 | 1793                                      |                                           | 1.350                                     | 1.350                                     |
| 1800 | 1800                                      |                                           | 1.431                                     | 1.431                                     |
| 1806 | 1806                                      |                                           | 1.541                                     | 1.541                                     |
| 1821 | 1821                                      |                                           | 1.585                                     | 1.585                                     |
| 1831 | 1831                                      |                                           | 1.616                                     | 1.616                                     |
| 1836 | 1836                                      |                                           | 1.616                                     | 1.616                                     |
| 1841 | 1841                                      |                                           | 1.652                                     | 1.652                                     |
| 1846 | 1846                                      |                                           | 1.672                                     | 1.672                                     |
| 1851 | 1851                                      |                                           | 1.699                                     | 1.699                                     |
| 1856 | 1856                                      |                                           | 1.741                                     | 1.741                                     |
| 1861 | 1861                                      |                                           | 1.687                                     | 1.687                                     |
| 1866 | 1866                                      |                                           | 1.705                                     | 1.705                                     |
| 1872 | 1872                                      |                                           | 1.736                                     | 1.736                                     |
| 1876 | 1876                                      |                                           | 1.806                                     | 1.806                                     |
| 1881 | 1881                                      |                                           | 1.825                                     | 1.825                                     |
| 1886 | 1886                                      |                                           | 1.838                                     | 1.838                                     |
| 1891 | 1891                                      |                                           | 1.850                                     | 1.850                                     |
| 1896 | 1896                                      |                                           | 1.853                                     | 1.853                                     |
| 1901 | 1901                                      |                                           | 1.946                                     | 1.946                                     |
| 1906 | 1906                                      |                                           | 1.954                                     | 1.954                                     |
| 1911 | 1911                                      |                                           | 2.050                                     | 2.050                                     |
| 1921 | 1921                                      |                                           | 1.920                                     | 1.920                                     |
| 1926 | 1926                                      |                                           | 1.919                                     | 1.919                                     |
| 1931 | 1931                                      |                                           | 1.962                                     | 1.962                                     |
| 1936 | 1936                                      |                                           | 1.867                                     | 1.867                                     |
| 1946 | 1946                                      |                                           | 1.937                                     | 1.937                                     |
| 1954 | 1954                                      |                                           | 1.868                                     | 1.868                                     |
| 1962 | 1962                                      |                                           | 2.014                                     | 2.014                                     |
| 1968 | 1968                                      |                                           | 2.358                                     | 2.358                                     |
| 1975 | 1975                                      |                                           | 2.791                                     | 2.791                                     |
| 1982 | 1982                                      |                                           | 3.183                                     | 3.183                                     |
| 1990 | 1990                                      |                                           | 3.098                                     | 3.098                                     |
| 1999 | 1999                                      |                                           | 3.880                                     | 3.880                                     |
| 2006 | 2006                                      |                                           | 3.989                                     | 3.989                                     |
| 2013 | 2013                                      |                                           | 4.223                                     | 4.223                                     |
| 2020 | 2020                                      |                                           | 4.918                                     | 4.918                                     |
| Quelle(n): EHESS/Cassini bis 1999, INSEE ab 2006 Anmerkung(en): Ab 1962 offizielle Zahlen ohne Einwohner mit Zweitwohnsitz |                                           |                                           |                                           |                                           |

## Sehenswürdigkeiten
- Die Kirche Saint-Rémy stammt aus dem 12. und 13. Jahrhundert. Der Sage nach wurde sie an der Stelle eines druidischen Brunnens errichtet, der in gallischer Zeit ein Wallfahrtsort war. Sie ist seit 1967 als Monument historique eingeschrieben.
- Die neugotische Kirche Saint-Étienne wurde im späten 19. Jahrhundert erbaut.
- Der Turm von Auneau besteht aus dem runden Donjon aus dem 11. Jahrhundert und einem daran angebauten Wohngebäude aus dem 14. und 15. Jahrhundert. Er ist seit 1927 als Monument historique eingeschrieben.
- Der Parc des félins d’Auneau wurde 1998 eröffnet und im September 2006 nach Seine-et-Marne transferiert. Es handelt sich um eine Station zur Aufzucht von Raubkatzen, die im Park des Schlosses von Auneau angesiedelt war.
- Der prähistorische Garten von Auneau bietet einen archäologischen und botanischen Rundgang durch ein Schilfgebiet am Ufer des Aunay.

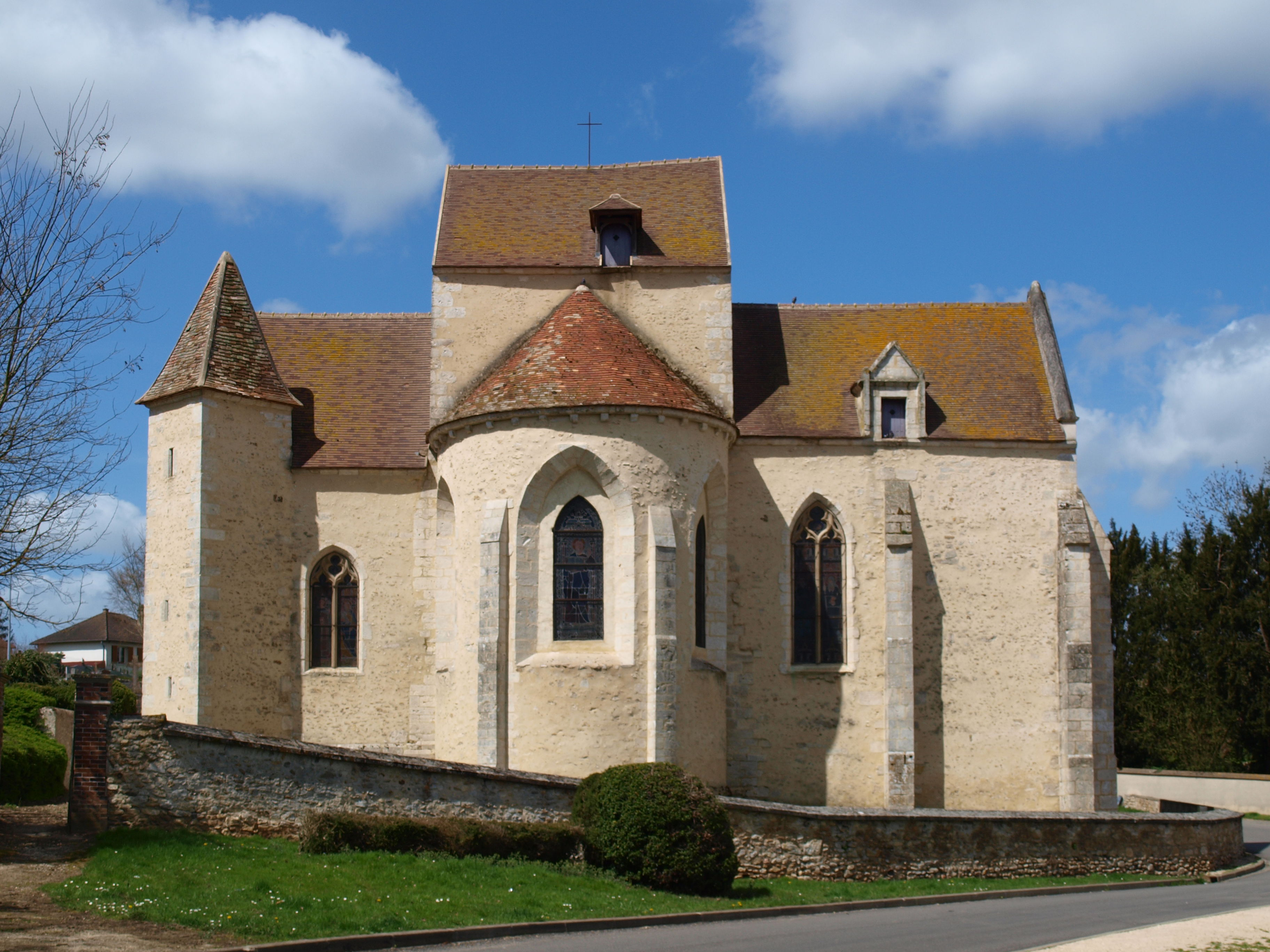
Kirche Saint-Rémy
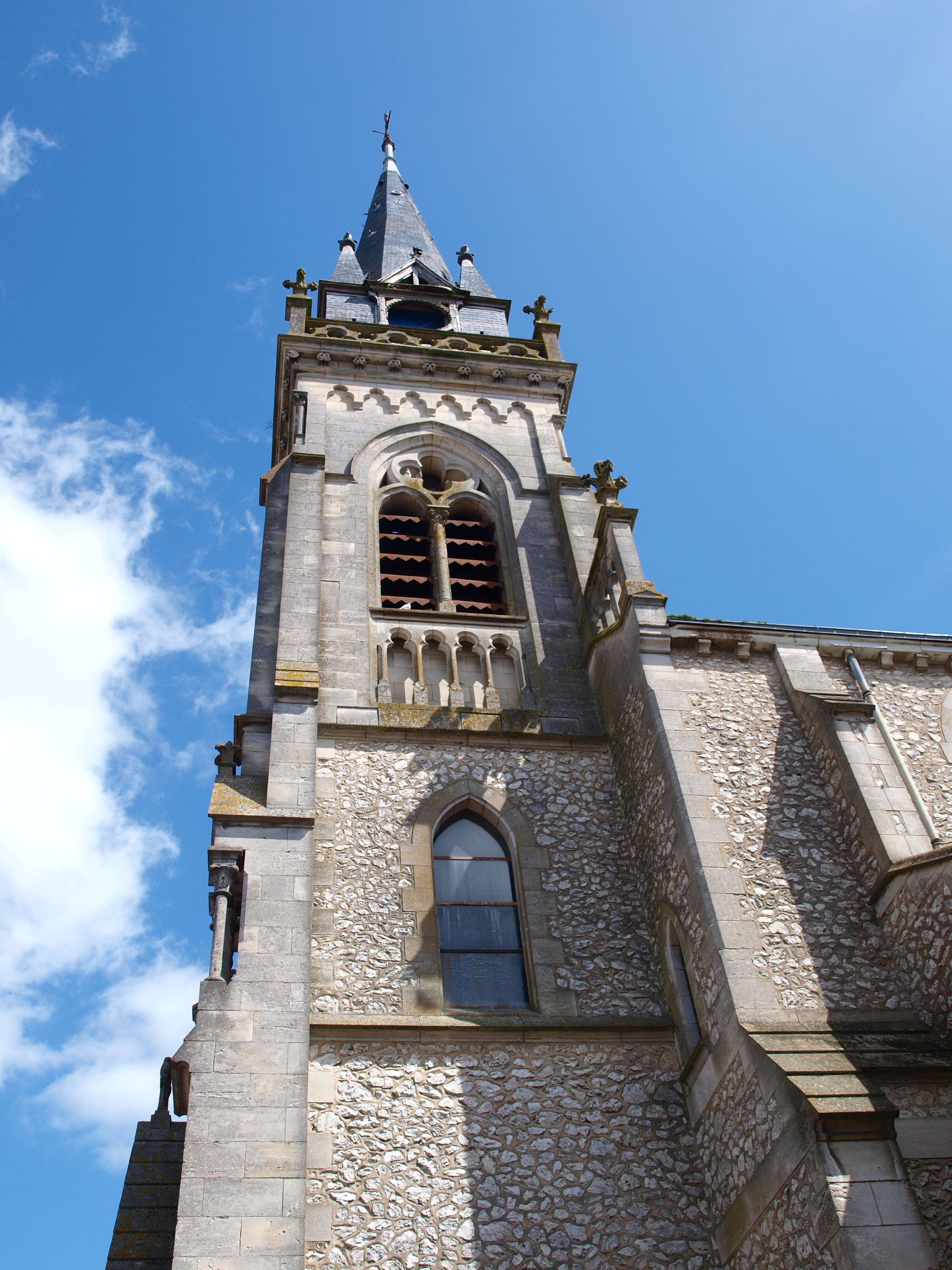
Turm der Kirche Saint-Étienne
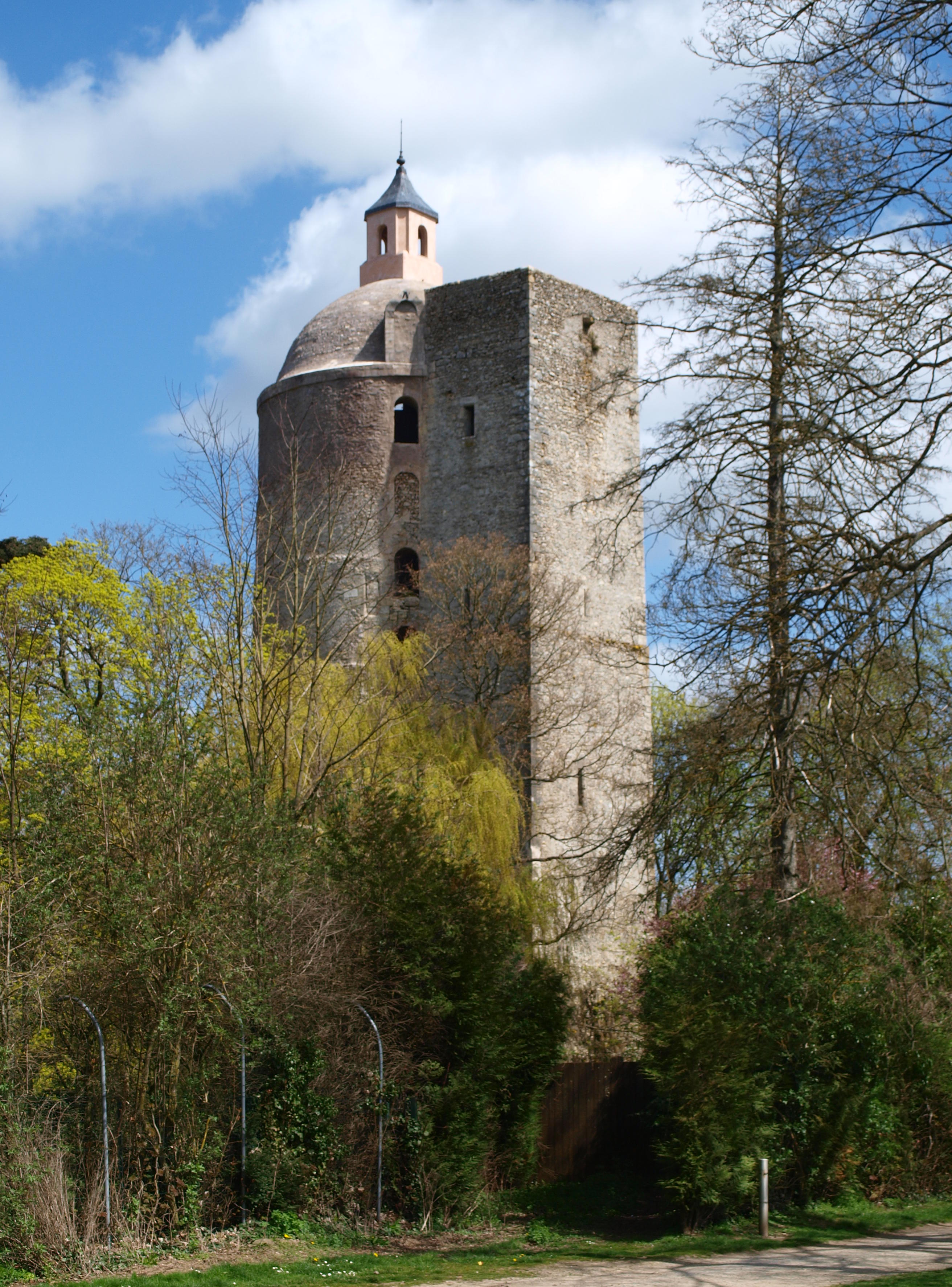
Turm von Auneau

## Partnerstädte
Seit 28. April 2007 ist Güglingen im Landkreis Heilbronn (Baden-Württemberg) die Partnerstadt von Auneau.